# サンシャイン デイズ
『サンシャイン デイズ』（英語：Sunshine Days）は、2007年にテレビ神奈川等で放送されていたテレビドラマ。主演は西原亜希・斉藤慶太・初芝崇史の3人。放送期間は2007年8月26日から同年12月9日までで全12話。

## あらすじ
舞台は1978年夏の茅ヶ崎。売れない兄弟デュオがカフェを始める。

## 概要
モデルはブレッド&バターであるが、この作品には一切関係していない。ただし両名と親交の深い岩倉瑞江（パシフィックホテルの共同オーナーの一人だった岩倉具憲の娘。現・スポーティフ社長、通称「セミちゃん」、神宮寺ひかりのモデル）、テミヤン（本人役が登場する）が関わっている。
2008年5月に「サンシャイン デイズ 劇場版」として劇場公開された。ドラマは悟視点で進むことが多かったが劇場版はドラマと違いひかり視点での話となっている。

## キャスト
- 神宮寺ひかり：西原亜希
- 大岩悟：斉藤慶太
- 大岩龍：初芝崇史
- 金子詠美：三津谷葉子
- 柿山錦之介：松田悟志
- 小沢やすし（ジョージ）：浅利陽介
- 浜田モトヤ：豪起
- 阿部次郎：坂本真
- 靖代：渡辺なおみ
- 手宮一輝：大谷俊平
- 伊藤なつき：麻宮美果
- 神宮寺おすぎ：松本華奈
- 岡優美子
- 斉藤悠
- 海老沢小百合：井上佳子
- 木元康泰
- たつや：森本のぶ
- 小手山雅
- 奥村勲
- 斎藤誠
- 北島裕史
- 古谷泰時
- 川畑和雄
- 吉本夏彦：波岡一喜
- 神宮寺智彦：ヒロシ
- Erina
- 崔哲浩
- 金沢喜久子
- 有川マコト
- 大多月乃
- 上村依子
- 辰巳智秋
- 真白由春
- 木立涼子
- 水野ひこ乃
- 千葉牧子
- 田中優子
- 加藤裕月
- 鈴木由花
- 臼井友梨
- 仲間健次
- 山形啓将
- 大原桃子
- 葉山達也
- マスター・仁：竹本孝之
- 佳孝：大垣知哉
- ディレクター：平野勲人
- 日向丈
- 剣明：並樹史朗
- 小倉一郎
- 西条小鉄：永山たかし
- ANZU：キタキマユ
- 勝野雅奈恵
- 大塚良重
- 亀淵：相島一之
- 大場勝次郎：峰岸徹
- 神宮寺文子（ママゴン）：黒田福美
- 海老沢亨：上田耕一
- 大場薫：窪塚俊介
- フローレンス西山：キャシー中島（特別出演）
- 神宮寺泰三：大杉漣

## 主題歌
- note「I can fly」

## スタッフ
- シリーズ構成：堀江慶
- 脚本：広田光毅、入江信吾、徳永友一、堀江慶
- 監督：喜多一郎
- 制作：メディアアイランド